# John Washington
John Washington ([ˈwɔʃʃinton]; Tring, 1631 – Contea di Westmoreland, 1677) è stato un militare e politico inglese.
Fu un planter e un proprietario di schiavi, nonché tenente colonnello della locale milizia. Nato nell'Hertfordshire, si trasferì nella contea di Westmoreland, in Virginia. È ricordato in particolare per essere stato il bisnonno del generale George Washington, primo presidente degli Stati Uniti.

## Biografia

### I primi anni e la famiglia
John Washington nacque nel 1631 a Tring, nell'Hertfordshire, in Inghilterra, figlio di Amphillis Twigden e di suo marito, il reverendo Lawrence Washington (1602-1653). Al tempo del suo matrimonio, Lawrence Washington era tutore presso l'Università di Oxford, e
nel 1633 venne chiamato a lasciare Oxford per occupare l'incarico di rettore di Purleigh, nell'Essex.
Quando John ebbe otto anni suo padre lo iscrisse alla Charterhouse School di Londra per prepararlo alla carriera accademica, ma il ragazzo non frequentò mai la scuola.  Nel corso della guerra civile inglese, nel 1643, suo padre Lawrence Washington si schierò coi realisti e venne pertanto privato della sua posizione ecclesiastica dai parlamentari puritani e fu ridotto al rango di vicario nella povera parrocchia di Little Braxted, Essex. La madre di John e la famiglia fecero allora ritorno nella casa dei loro parenti a Tring, nell'Hertfordshire.
John Washington fece quindi esperienza presso un mercante di Londra con l'aiuto della famiglia Sandys, imparentata con lui. Ottenne un'educazione specifica sul commercio coloniale dal momento che il mercante era solito commerciare coi Caraibi e con il Nord America.
Nel 1656 John Washington decise di investire in un mercantile per il trasporto di tabacco dal Nord America sino ai mercati europei; salpò a bordo di esso alla volta della colonia della Virginia. Washington prestò servizio come secondo ufficiale della nave. Nel 1657, la nave affondò nel fiume Potomac. Anche se il vascello riuscì ad essere riparato, Washington decise di rimanere a risiedere nella colonia. In Virginia era giunto con suo cugino, James Washington, figlio di Robert Washington (1616 - 1674), che già aveva lavorato nella tratta commerciale Londra-Rotterdam ed aveva una notevole esperienza commerciale. James fece in seguito ritorno in Inghilterra.

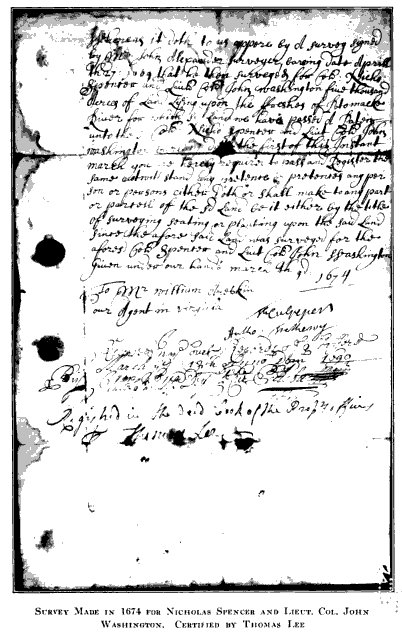
Documento del 1674 che certifica la concessione di 5000 acri di terreno agli Washington

## La colonia della Virginia
Appena giunto in Virginia, Washington venne accolto nella casa del colonnello Nathaniel Pope, un planter. Durante la sua permanenza, si innamorò della figlia del suo padrone di casa, Anne. Si insediò in seguito a Bridges Creek.
Dopo il suo matrimonio con Anne Pope, la coppia ottenne come dono di nozze dal padre della sposa 2,8 km quadrati di terreno presso Mattox Creek nella contea di Westmoreland sul Northern Neck. Washington divenne così un planter egli stesso, sfruttando il lavoro degli schiavi per la coltivazione del tabacco e di altre colture necessarie al sostentamento della sua nuova azienda agricola. Venne eletto successivamente nella House of Burgesses della Virginia e divenne un politico della colonia.
Nel 1674, ricevette 5000 acri di terra da aggiungere alla sua tenuta.
Nel corso degli eventi che portarono alla Bacon's Rebellion del 1676, Washington venne nominato colonnello della milizia della Virginia. Guidò una compagnia nell'azione di respingimento di alcuni insurrezionisti del Maryland e dei loro alleati nativi americani. La milizia uccise sei capi di varie tribù. Oltraggiati, gli indiani locali si vendicarono con dei raids e degli attacchi contro i coloni. Il governatore William Berkeley criticò molto Washington per l'uccisione dei capi indiani, ma i coloni lo supportarono. Le relazioni tra indiani e coloni si deteriorarono sempre più.

## Matrimonio e figli
Washington sposò Anne Pope nel 1658. La coppia ebbe tre figli:
- Lawrence Washington (1659–1698)
- John Washington II (1661–23 febbraio 1698)
- Anne Washington (circa 1662–1697)[2]

Dopo la morte di Anne, Washington si risposò con Anne Gerard. Questa era figlia di Thomas Gerard, ed aveva sposato come primo marito Walter Broadhurst e come secondo marito Henry Brett, ma entrambi erano morti prematuramente.
Dopo la morte di Anne Gerard, John Washington si risposò in terze nozze con Frances Gerard Appleton (altra figlia di Thomas Gerard, già vedova di Thomas Speke, Valentine Peyton e John Appleton). Questo terzo matrimonio venne celebrato il 10 maggio 1676.
Da questi successivi matrimoni non ebbe figli.
Washington e la sua prima moglie Anna Pope vennero sepolti nell'attuale Colonial Beach, in Virginia, presso quello che oggi è noto come George Washington Birthplace National Monument.

## Albero genealogico
|                     |                |                      | Genitori        |  |  | Nonni |  |  | Bisnonni          |  |  | Trisnonni           |  |
|                     |                |                      |                 |  |  |       |  |  | Robert Washington |  |  | Lawrence Washington |  |
|                     |                |                      |                 |  |  |       |  |  | Robert Washington |  |  | Lawrence Washington |  |
|                     |                | Amy Pargiter         |                 |  |  |       |  |  | Robert Washington |  |  |                     |  |
| Lawrence Washington |                |                      |                 |  |  |       |  |  | Robert Washington |  |  |                     |  |
|                     |                | Elizabeth Lyte       | Walter Lyte     |  |  |       |  |  |                   |  |  |                     |  |
|                     |                | Elizabeth Lyte       | Walter Lyte     |  |  |       |  |  |                   |  |  |                     |  |
|                     |                | Elizabeth Lyte       | Ursula Woodford |  |  |       |  |  |                   |  |  |                     |  |
| Lawrence Washington |                | Elizabeth Lyte       |                 |  |  |       |  |  |                   |  |  |                     |  |
|                     |                | William Butler       | John Butler     |  |  |       |  |  |                   |  |  |                     |  |
|                     |                | William Butler       | John Butler     |  |  |       |  |  |                   |  |  |                     |  |
|                     |                | William Butler       | Margaret Sutton |  |  |       |  |  |                   |  |  |                     |  |
| Margaret Butler     |                | William Butler       |                 |  |  |       |  |  |                   |  |  |                     |  |
|                     |                | Margaret Greeke      | Thomas Greeke   |  |  |       |  |  |                   |  |  |                     |  |
|                     |                | Margaret Greeke      | Thomas Greeke   |  |  |       |  |  |                   |  |  |                     |  |
|                     |                | Margaret Greeke      | …               |  |  |       |  |  |                   |  |  |                     |  |
| John Washington     |                | Margaret Greeke      |                 |  |  |       |  |  |                   |  |  |                     |  |
|                     | Thomas Twigden | William Twigden      |                 |  |  |       |  |  |                   |  |  |                     |  |
|                     | Thomas Twigden | William Twigden      |                 |  |  |       |  |  |                   |  |  |                     |  |
|                     | Thomas Twigden | …                    |                 |  |  |       |  |  |                   |  |  |                     |  |
| John Twigden        | Thomas Twigden |                      |                 |  |  |       |  |  |                   |  |  |                     |  |
|                     |                | Amphyllis Anne Watts | Edward Watts    |  |  |       |  |  |                   |  |  |                     |  |
|                     |                | Amphyllis Anne Watts | Edward Watts    |  |  |       |  |  |                   |  |  |                     |  |
|                     |                | Amphyllis Anne Watts | …               |  |  |       |  |  |                   |  |  |                     |  |
| Amphillis Twigden   |                | Amphyllis Anne Watts |                 |  |  |       |  |  |                   |  |  |                     |  |
|                     |                | William Dickens      | John Dickens    |  |  |       |  |  |                   |  |  |                     |  |
|                     |                | William Dickens      | John Dickens    |  |  |       |  |  |                   |  |  |                     |  |
|                     |                | William Dickens      | Hannah May      |  |  |       |  |  |                   |  |  |                     |  |
| Anne Dickens        |                | William Dickens      |                 |  |  |       |  |  |                   |  |  |                     |  |
|                     |                | Anne Thornton        | Henry Thornton  |  |  |       |  |  |                   |  |  |                     |  |
|                     |                | Anne Thornton        | Henry Thornton  |  |  |       |  |  |                   |  |  |                     |  |
|                     |                | Anne Thornton        | Anne Wilmer     |  |  |       |  |  |                   |  |  |                     |  |
|                     |                | Anne Thornton        |                 |  |  |       |  |  |                   |  |  |                     |  |